# کاس‌ماهی
کاس‌ماهی (نام علمی: Capros aper) نام یک گونه از راسته دوری‌ماهی‌سانان است.